# Guillaume Gouffier de Bonnivet

Stemma di famiglia

Guillaume Gouffier de Bonnivet (1488 circa – Pavia, 24 febbraio 1525) è stato un militare francese.

## Biografia
Figlio di Guillaume Gouffier de Boissy (1435-1495), della famiglia Gouffier, e di Philippine de Montmorency. Era il fratello minore di Artus Seigneur Gouffier de Boisy, il tutore del re di Francia Francesco I di Francia, per questo diventò uno dei favoriti reali. Nel 1515 fu nominato ammiraglio di Francia. L'altro fratello, Adrien Gouffier de Boissy divenne arcivescovo e cardinale. Edificò nel 1515 il castello di Bonnivet, nei pressi di Poitiers, attualmente nel comune di Vendeuvre-du-Poitou.
Dopo la morte del condottiero della Serenissima Niccolò Orsini, conte di Pitigliano e Nola, che deteneva la proprietà, Guillaume fu assegnatario della Tenuta Cacciabella, nei pressi di Asola, da parte del re di Francia.
Guidò l'esercito di Navarra nel 1521 conquistando la città di Hondarribia.
Bonnivet succedette a Odet de Foix, visconte di Lautrec, nel 1523 come comandante dell'esercito italiano e attaccò il ducato di Milano, ma fu sconfitto e costretto a un disastroso ritiro, in cui morì Pierre Terrail, signore di Bayard.
Guillaume morì durante la battaglia di Pavia combattuta nel 1525.

## Discendenza
Guillaume sposò nel 1506 Bonaventure du Puy du Fou, figlia del ciambellano di corte di Carlo di Valois-Angoulême, padre del futuro re Francesco I di Francia. Dopo la morte di Bonaventure, nel 1517 contrasse un secondo matrimonio con Louise de Crèvecœur ed ebbero tre figli:
- Francesco l'Ainé († 1556), ucciso all'assedio di Volpiano in Piemonte
- Francesco il Giovane († 1594)
- Francesco († 1548), vescovo di Béziers.